# 화승 OZ
화승 OZ (Hwaseung OZ, 화승 오즈)는 대한민국의 前 프로게임단이다. 현존 당시 스타크래프트와 워크래프트 3 종목을 운영하였다.
2009년 4월까지는 르까프 OZ라고 불렀으나 2009년 1월 31일에 '화승 OZ'로 팀 이름을 개칭하였다. 2011년 8월 화승에서 구단 운영을 포기함에 선언하면서, 2011년 8월 31일부로 팀이 해체되었다.

## 역사
팀의 전신은 e스포츠 초창기였던 2002년 1월 Game-i와 IS가 합병된 IS(Ideal Space)이다. 2002년 11월 동양제과가 임요환과 스폰서십을 체결하며 임요환의 개인 매니저이던 주훈이 임요환을 주축으로 분파, 동양 오리온 팀을 창단했다.
또한 2003년 6월 개인매니저 송호창이 김종성과 이재항 등의 주요 선수와 함께 SG 패밀리로 분파했고, IS는 2003년 7월 15일 스폰서 계약으로 KTEC Plus라는 명칭으로 활동한다.
이후, 스폰서 계약이 종료되며 2004년 1월 25일 Plus로 팀명을 바꾸었다. 2005년 주축이 되는 선수들이 팀을 이탈하고 프로리그 예선에 탈락하는 등 악재가 겹쳐 인지도를 높이는 데 실패했지만, 이후 점차 성적이 나오기 시작하면서 2006년 3월 23일 르까프에 인수창단되며 르까프 OZ라는 팀명으로 활동한다.
르까프 OZ는 르까프에 국한된 브랜드 홍보에서 기업 전체의 홍보로 목적을 전환, 2009년 1월 31일부터 화승 OZ로 게임단 명을 바꾸고 활동하게 되었다.
2010년 9월, 조정웅 감독이 자진 사퇴함으로써 감독자리는 공석, 한상용 코치가 감독대행을 맡게 되었다.
팀내 최고의 선수인 이제동이 있음에도 불구하고, 다른 선수들의 부진으로 포스트시즌 진출에는 번번히 실패했다. 특히 프로토스 라인의 부진이 결정적인 원인이었다. 2011년 8월 31일 화승에서 게임단 운영 포기를 선언함에 따라 결국 해체하였다. 주축 선수였던 이제동, 박준오 등은 제8게임단으로 소속팀을 옮겼고, 나머지 선수들도 공개 드래프트를 통해 각각 다른 게임단 팀으로 이적하였고, 오영종, 손주흥, 구성훈은 은퇴하였다.

## 게임단 연혁
- 2003년 9월 23일 라이프존 MBC게임 팀리그 3위 (KTEC Plus)
- 2006년 3월 23일 르까프 OZ 프로게임단 창단
- 2006년 12월 23일 SKY 프로리그 2006 후기리그 정규시즌 2위
- 2007년 3월 제2회 KeSPA컵 스타크래프트부문 공동 3위
- 2007년 7월 29일 신한은행 프로리그 2007 전기리그 준우승
- 2008년 1월 27일 신한은행 프로리그 2007 후기리그 우승
- 2008년 2월 16일 신한은행 프로리그 2007 통합 챔피언전 우승
- 2008년 3월 19일 2007 대한민국 e-SPORTS 대상 올해의 프로게임단
- 2009년 1월 31일 '화승 OZ'로 개명.
- 2009년 3월 28일 신한은행 위너스리그 08-09 준우승
- 2009년 8월 8일 신한은행 프로리그 08-09 준우승
- 2009년 8월 23일 경남-STX컵 마스터즈 2009 4위
- 2011년 4월 2일 신한은행 위너스리그 10-11 3위
- 2011년 8월 27일 경남-STX컵 마스터즈 2011 준우승
- 2011년 8월 31일 화승 OZ 프로게임단 해체.

## 프로리그결과
| 년도      | 리그                      | 순위 | 경기 | 승   | 패   | 벌점 | 승점 | 포스트시즌 | 주요선수                                                       | 감독   |
| --------- | ------------------------- | ---- | ---- | ---- | ---- | ---- | ---- | ---------- | -------------------------------------------------------------- | ------ |
| 2003      | KTF EVER                  | 5위  | 12   | 4    | 8    | 0    | -6   | 진출실패   |                                                                | 조정웅 |
| 2003      | Neowiz Pmang              | 탈락 | 탈락 | 탈락 | 탈락 | 탈락 | 탈락 | 탈락       | 탈락                                                           | 조정웅 |
| 2004      | SKY 1라운드               | 11위 | 10   | 2    | 8    | 2    | -1   | 진출실패   | 조용성,성학승,박지호,오영종,이학주,최가람,김정환,김성곤        | 조정웅 |
| 2004      | SKY 2라운드               | 탈락 | 탈락 | 탈락 | 탈락 | 탈락 | 탈락 | 탈락       | 탈락                                                           | 조정웅 |
| 2004      | SKY 3라운드               | 탈락 | 탈락 | 탈락 | 탈락 | 탈락 | 탈락 | 탈락       | 탈락                                                           | 조정웅 |
| 2005      | SKY 전기                  | 8위  | 10   | 4    | 6    | 0    | -3   | 진출실패   | 오영종, 이학주, 최가람, 김정환                                 | 조정웅 |
| 2005      | SKY 후기                  | 7위  | 18   | 7    | 11   | 0    | -6   | 진출실패   | 오영종, 이학주, 최가람, 김정환                                 | 조정웅 |
| 2006      | SKY 2006 전기             | 9위  | 10   | 3    | 7    | 1    | -7   | 진출실패   | 오영종, 이제동, 이학주, 최가람                                 | 조정웅 |
| 2006      | SKY 2006 후기             | 2위  | 10   | 7    | 3    | 1    | +7   | 플레이오프 | 오영종, 이제동, 이학주, 최가람                                 | 조정웅 |
| 2007      | 신한은행 2007 전기        | 2위  | 22   | 15   | 7    | 0    | +16  | 준우승     | 오영종, 이제동, 박지수, 김성곤, 이유석                         | 조정웅 |
| 2007      | 신한은행 2007 후기        | 1위  | 22   | 18   | 4    | 0    | +28  | 우승       | 오영종, 이제동, 박지수, 구성훈, 김성곤, 이학주, 최가람, 손주흥 | 조정웅 |
| 2008      | 신한은행 2008             | 6위  | 22   | 13   | 9    | 0    | +4   | 진출실패   | 이제동, 박지수, 오영종, 구성훈, 손찬웅                         | 조정웅 |
| 2008-2009 | 신한은행 위너스리그 08-09 | 2위  | 11   | 8    | 3    | 0    | +12  | 준우승     | 이제동, 구성훈, 손주흥                                         | 조정웅 |
| 2008-2009 | 신한은행 08-09            | 2위  | 55   | 35   | 20   | 0    | +31  | 준우승     | 이제동, 구성훈, 손찬웅, 손주흥                                 | 조정웅 |
| 2009-2010 | 신한은행 위너스리그 09-10 | 7위  | 11   | 5    | 6    | 0    | +2   | 진출실패   | 이제동, 구성훈, 손주흥, 박준오                                 | 조정웅 |
| 2009-2010 | 신한은행 09-10            | 8위  | 55   | 28   | 27   | 0    | +4   | 진출실패   | 이제동, 구성훈, 손주흥, 박준오                                 | 조정웅 |
| 2010-2011 | 신한은행 위너스리그 10-11 | 2위  | 18   | 12   | 6    | 0    | +22  | 플레이오프 | 이제동, 구성훈, 박준오, 김태균                                 | 한상용 |
| 2010-2011 | 신한은행 10-11            | 7위  | 54   | 24   | 30   | 0    | -6   | 진출실패   | 이제동, 구성훈, 박준오, 김태균, 오영종                         | 한상용 |

## 팀리그 역대성적
| 연도      | 스폰서     | 경기수                             | 승                                 | 패                                 | 승점                               | 승률                               | 기타                               |
| --------- | ---------- | ---------------------------------- | ---------------------------------- | ---------------------------------- | ---------------------------------- | ---------------------------------- | ---------------------------------- |
| 2003      | 계몽사     | 예선 탈락 (한빛 스타즈전 3 : 0 패) | 예선 탈락 (한빛 스타즈전 3 : 0 패) | 예선 탈락 (한빛 스타즈전 3 : 0 패) | 예선 탈락 (한빛 스타즈전 3 : 0 패) | 예선 탈락 (한빛 스타즈전 3 : 0 패) | 예선 탈락 (한빛 스타즈전 3 : 0 패) |
| 2003      | 라이프존   | 3                                  | 2                                  | 1                                  | 5                                  | 66.6%                              | 3위                                |
| 2003-2004 | LG IBM     | 2                                  | 0                                  | 2                                  | -4                                 | 0%                                 | 7위                                |
| 2004      | 투싼       | 3                                  | 1                                  | 2                                  | -1                                 | 33.3%                              | 6위                                |
| 2004-2005 | MBC MOVIES | 7                                  | 2                                  | 5                                  | -7                                 | 28.5%                              | 7위                                |
| 총 4시즌  | 총 4시즌   | 15                                 | 5                                  | 10                                 | -7                                 | 33.3%                              | 3위 1회                            |

| 연도      | 스폰서     | 경기수    | 개인승    | 개인패    | 승률      | 올킬수    | 기타      |
| --------- | ---------- | --------- | --------- | --------- | --------- | --------- | --------- |
| 2003      | 계몽사     | 예선 탈락 | 예선 탈락 | 예선 탈락 | 예선 탈락 | 예선 탈락 | 예선 탈락 |
| 2003      | 라이프존   | 19        | 11        | 8         | 57.8%     | 1         |           |
| 2003-2004 | LG IBM     | 12        | 4         | 8         | 33.3%     | -         |           |
| 2004      | 투싼       | 17        | 8         | 9         | 47%       | -         |           |
| 2004-2005 | MBC MOVIES | 29        | 11        | 18        | 37.9%     | 1         |           |
| 통산성적  | 통산성적   | 77        | 34        | 43        | 44.1%     | 2         |           |

## 역대 팀 명칭
- IS(Ideal Space)
- KTEC Plus
- Plus
- 르까프 OZ
- 화승 OZ

## 역대 팀 감독
- 1대 감독 : 김양중 (재임 기간 : 2002년 ~ 2003년)
- 2대 감독 : 조정웅 (재임 기간 : 2004년 ~ 2010년)
  - 감독 대행 : 한상용 (재임 기간 : 2010년)
- 3대 감독 : 한상용 (재임 기간 : 2010년 ~ 2011년)

## 역대 소속 선수
- 이제동-Zerg
- 손찬웅-Protoss
- 구성훈-Terran
- 박준오-Zerg
- 손주흥-Terran
- 오영종-Protoss
- 박지수-Terran
- 성학승-Zerg
- 이학주-Terran
- 임원기-Protoss
- 강동현-Zerg
- 이병렬-Zerg
- 김유진-Protoss
- 남지헌-Protoss
- 김민혁-Terran
- 백승혁-Terran
- 백동준-Protoss
- 방태수-Zerg
- 노영훈-Protoss
- 하늘-Protoss
- 김경모-Zerg
- 신동화-Terran
- 이영웅-Terran
- 유진우-Zerg
- 신중원-Zerg

## 주요 종목
- 스타크래프트
- 워크래프트 3

## 우승 기록
- 신한은행 프로리그 2007 후기리그
- 신한은행 프로리그 2007 통합 챔피언전

| 이전 삼성전자 칸 | 제14,15대 프로리그 우승 팀 신한은행 프로리그 2007 후기리그, 통합챔피언전 | 다음 삼성전자 칸 |